# Johannes Laaksonen
Johannes Laaksonen (Kotka, 13 dicembre 1990) è un calciatore finlandese, centrocampista del PoPo.

## Carriera

### Club
Laaksonen ha giocato nelle giovanili del KTP e del KooTeePee. Ha esordito in Ykkönen in data 3 maggio 2010, schierato in campo in sostituzione di Jukka Veltheim nel pareggio interno per 0-0 contro lo JIPPO.
È rimasto in squadra fino al termine della stagione 2012, per trasferirsi poi a partire dall'anno successivo allo SJK, sempre in Ykkönen. Ha debuttato con questa casacca il 4 maggio 2013, impiegato da titolare nella vittoria per 2-1 sul PK-35 Vantaa. Il 27 giugno successivo ha trovato il primo gol in campionato, nel successo per 0-3 arrivato ancora sul PK-35 Vantaa. Al termine della stagione, lo SJK ha centrato la promozione in Veikkausliiga.
Dopo aver vinto la Liigacup, il 12 aprile 2014 ha giocato la prima partita nella massima divisione locale, in occasione del pareggio per 1-1 maturato sul campo del RoPS. Il 17 maggio successivo ha siglato la prima rete in Veikkausliiga, nel 3-0 inflitto all'IFK Mariehamn.
Il 2 luglio 2015 ha debuttato nelle competizioni europee per club, nella sconfitta casalinga per 0-1 subita contro lo FH Hafnarfjörður, nel primo turno di qualificazione all'Europa League.
Ha contribuito alla vittoria del campionato 2015 e della Suomen Cup 2016.
Il 14 gennaio 2019 è stato ingaggiato ufficialmente dai norvegesi del Sandnes Ulf, a cui si è legato con un contratto biennale. Ha esordito in 1. divisjon il 31 marzo, schierato titolare nel pareggio esterno per 1-1 sul campo del Sogndal.
L'11 agosto 2020 è tornato in patria, per giocare nell'IFK Mariehamn.

### Nazionale
Laaksonen ha giocato 3 partite per la Finlandia. Ha esordito il 19 gennaio 2015, subentrando a Toni Kolehmainen in una vittoria per 1-0 in  un'amichevole disputata ad Abu Dhabi.

## Statistiche

### Presenze e reti nei club
Statistiche aggiornate al 31 marzo 2020.
| Stagione           | Club               | Campionato         | Campionato | Campionato | Coppe nazionali | Coppe nazionali | Coppe nazionali | Coppe continentali | Coppe continentali | Coppe continentali | Supercoppe | Supercoppe | Supercoppe | Totale | Totale |
| Stagione           | Club               | Comp               | Pres       | Reti       | Comp            | Pres            | Reti            | Comp               | Pres               | Reti               | Comp       | Pres       | Reti       | Pres   | Reti   |
| ------------------ | ------------------ | ------------------ | ---------- | ---------- | --------------- | --------------- | --------------- | ------------------ | ------------------ | ------------------ | ---------- | ---------- | ---------- | ------ | ------ |
| 2010               | KooTeePee          | Y                  | 20         | 1          | CF+CdL          | ?               | ?               | -                  | -                  | -                  | -          | -          | -          | 20+    | 1+     |
| 2011               | KooTeePee          | Y                  | 22         | 5          | CF+CdL          | ?               | ?               | -                  | -                  | -                  | -          | -          | -          | 22+    | 5+     |
| 2012               | KooTeePee          | Y                  | 27         | 3          | CF+CdL          | 2+0             | 0               | -                  | -                  | -                  | -          | -          | -          | 29     | 3      |
| Totale KooTeePee   | Totale KooTeePee   | Totale KooTeePee   | 69         | 9          |                 | 2+0+            | 0+              |                    | -                  | -                  |            | -          | -          | 71+    | 9+     |
| 2013               | SJK                | Y                  | 25         | 1          | CF+CdL          | ?               | ?               | -                  | -                  | -                  | -          | -          | -          | 25+    | 1+     |
| 2014               | SJK                | VL                 | 31         | 5          | CF+CdL          | 2+6             | 0+1             | -                  | -                  | -                  | -          | -          | -          | 39     | 6      |
| 2015               | SJK                | VL                 | 32         | 2          | CF+CdL          | 0+3             | 0               | UEL                | 2                  | 0                  | -          | -          | -          | 37     | 2      |
| 2016               | SJK                | VL                 | 24         | 0          | CF+CdL          | 2+3             | 0               | UCL                | 2                  | 0                  | -          | -          | -          | 31     | 0      |
| 2017               | SJK                | VL                 | 25         | 1          | CF              | 8               | 2               | UCL                | 2                  | 0                  | -          | -          | -          | 35     | 3      |
| 2018               | SJK                | VL                 | 28         | 6          | CF              | 1               | 0               | -                  | -                  | -                  | -          | -          | -          | 29     | 6      |
| Totale SJK         | Totale SJK         | Totale SJK         | 165        | 15         |                 | 13+12+          | 2+1+            |                    | 6                  | 0                  |            | -          | -          | 196+   | 18+    |
| 2019               | Sandnes Ulf        | 1D                 | 14         | 0          | CN              | 2               | 0               | -                  | -                  | -                  | -          | -          | -          | 16     | 0      |
| gen.-ago. 2020     | Sandnes Ulf        | 1D                 | 0          | 0          | CN              | 0               | 0               | -                  | -                  | -                  | -          | -          | -          | 0      | 0      |
| Totale Sandnes Ulf | Totale Sandnes Ulf | Totale Sandnes Ulf | 14         | 0          |                 | 2               | 0               |                    | -                  | -                  |            | -          | -          | 16     | 0      |
| ago.-dic. 2020     | IFK Mariehamn      | VL                 | 0          | 0          | CF              | 0               | 0               | -                  | -                  | -                  | -          | -          | -          | 0      | 0      |
| Totale             | Totale             | Totale             | 91+        | 2+         |                 | 10+             | 0+              |                    | 9                  | 0                  |            | -          | -          | 110+   | 2+     |

### Cronologia presenze e reti in nazionale
| Cronologia completa delle presenze e delle reti in nazionale ― Finlandia | Cronologia completa delle presenze e delle reti in nazionale ― Finlandia | Cronologia completa delle presenze e delle reti in nazionale ― Finlandia | Cronologia completa delle presenze e delle reti in nazionale ― Finlandia | Cronologia completa delle presenze e delle reti in nazionale ― Finlandia | Cronologia completa delle presenze e delle reti in nazionale ― Finlandia | Cronologia completa delle presenze e delle reti in nazionale ― Finlandia | Cronologia completa delle presenze e delle reti in nazionale ― Finlandia |
| Data                                                                     | Città                                                                    | In casa                                                                  | Risultato                                                                | Ospiti                                                                   | Competizione                                                             | Reti                                                                     | Note                                                                     |
| ------------------------------------------------------------------------ | ------------------------------------------------------------------------ | ------------------------------------------------------------------------ | ------------------------------------------------------------------------ | ------------------------------------------------------------------------ | ------------------------------------------------------------------------ | ------------------------------------------------------------------------ | ------------------------------------------------------------------------ |
| 19-1-2015                                                                | Abu Dhabi                                                                | Svezia                                                                   | 0 – 1                                                                    | Finlandia                                                                | Amichevole                                                               | -                                                                        | 76’                                                                      |
| 10-1-2016                                                                | Abu Dhabi                                                                | Svezia                                                                   | 3 – 0                                                                    | Finlandia                                                                | Amichevole                                                               | -                                                                        | 46’                                                                      |
| 13-1-2016                                                                | Abu Dhabi                                                                | Finlandia                                                                | 0 – 1                                                                    | Islanda                                                                  | Amichevole                                                               | -                                                                        | 46’                                                                      |
| Totale                                                                   |                                                                          | Presenze                                                                 | 3                                                                        |                                                                          | Reti                                                                     | 0                                                                        |                                                                          |

## Palmarès

### Club
- Coppa di Lega finlandese: 1

SJK: 2014
- Campionato finlandese: 1

SJK: 2015
- Coppa di Finlandia: 1

SJK: 2016